# Región de Itasy
Itasy es una región que se encuentra en el centro de Madagascar. Limita con la región de Analamanga en el noreste, Vakinankaratra en el sur y Bongolava en el noroeste. La capital de la región es Miarinarivo, y la población es de 752.703 habitantes. Es la más pequeña de las regiones con 6993 kilómetros cuadrados (2.700 millas cuadradas), y es la región más densamente poblada después Analamanga.

## Administrativo
La región se divide en tres distritos, a saber:
- Distrito de Arivonimamo (313.198 habs.)
- Distrito de Miarinarivo (247.212 habs.)
- Distrito de Soavinandriana (192.293 habs.)

## Lago Itasy
La región de Itasy lleva el nombre del Lago Itasy, el tercer lago más grande de Madagascar. El lago se encuentra a 120 km de la ciudad capital de Antananarivo.

## Turismo
De acuerdo con el ONTM (Oficina Nacional de Turismo de Madagascar), más del 60% de los turistas nacionales de la capital lo utilice como destino de sus vacaciones de corta estancia cada año. Sin embargo, esto aún representa menos de 200 turistas por día, o hasta 1.200 turistas por día los días festivos nacionales. Ampefy, en el lago Itasy, es la principal ciudad turística.

## Lugares turísticos
- La región es famosa por varias características:
- Lago Itasy, que es una fuente de sustento para 3.000 pescadores, con más de 100 pequeñas canoas a diario;
- El monumento de la Virgen María, en el borde del lago, que marca el centro del país;
- La isla del lago Itasy King, con un círculo de piedras;
- Los dos cascadas, de las cuales la primera es de 16 m de altura por 35 m de ancho y el segundo más de 22 m de altura, pero no es tan amplia;
- El Analavory Chute, que es más de 20 m de altura;
- Más de 20 lagos pequeños;
- Canotaje y trekking experiencias;
- Los géiseres Analavory, que son géiseres de agua fría que en ocasiones alcanzan una altura de casi 3m y han formado montículos altos travertino;[2]
- Un antiguo castro de doble foso que se puede ver cerca de la ciudad de Soavinandriana;
- Un número considerable de grandes cráteres volcánicos extintos, algunos con lagos de cráter, y
- Los lémures Park, que se encuentra en el (22 km) en el camino al Lago Itasy desde la ciudad capital.